# Theodor Schultze-Jasmer
Theodor Schultze-Jasmer (* 7. Juli 1888 in Oschatz, Sachsen; † 30. Oktober 1975 in Prerow) war deutscher Maler, Grafiker und Fotograf.
Der Autor Uwe Rieger schrieb in seiner Biografie über Jasmer:

„Es existiert kein vergleichbares künstlerisches Werk, das so unmittelbar mit der Schönheit und Urwüchsigkeit der herben Landschaft des Darß verbunden ist, wie das des Prerower Malers und Grafikers Theodor Schultze-Jasmer.“

## Leben

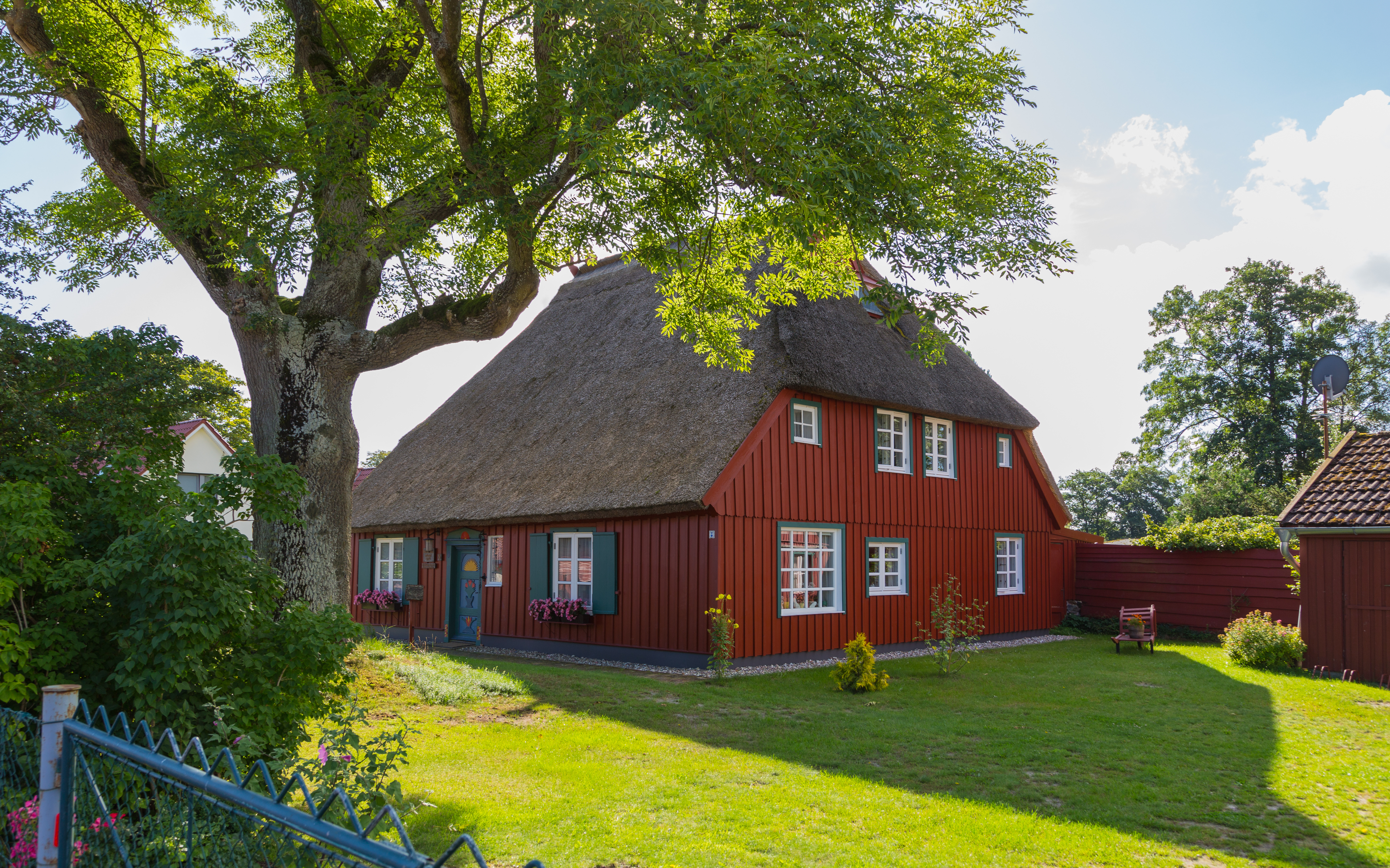
Das Eschenhaus, das langjährige Wohnhaus von Theodor und Käthe Schultze-Jasmer an der Grünen Straße in Prerow – links die namensgebende Esche.

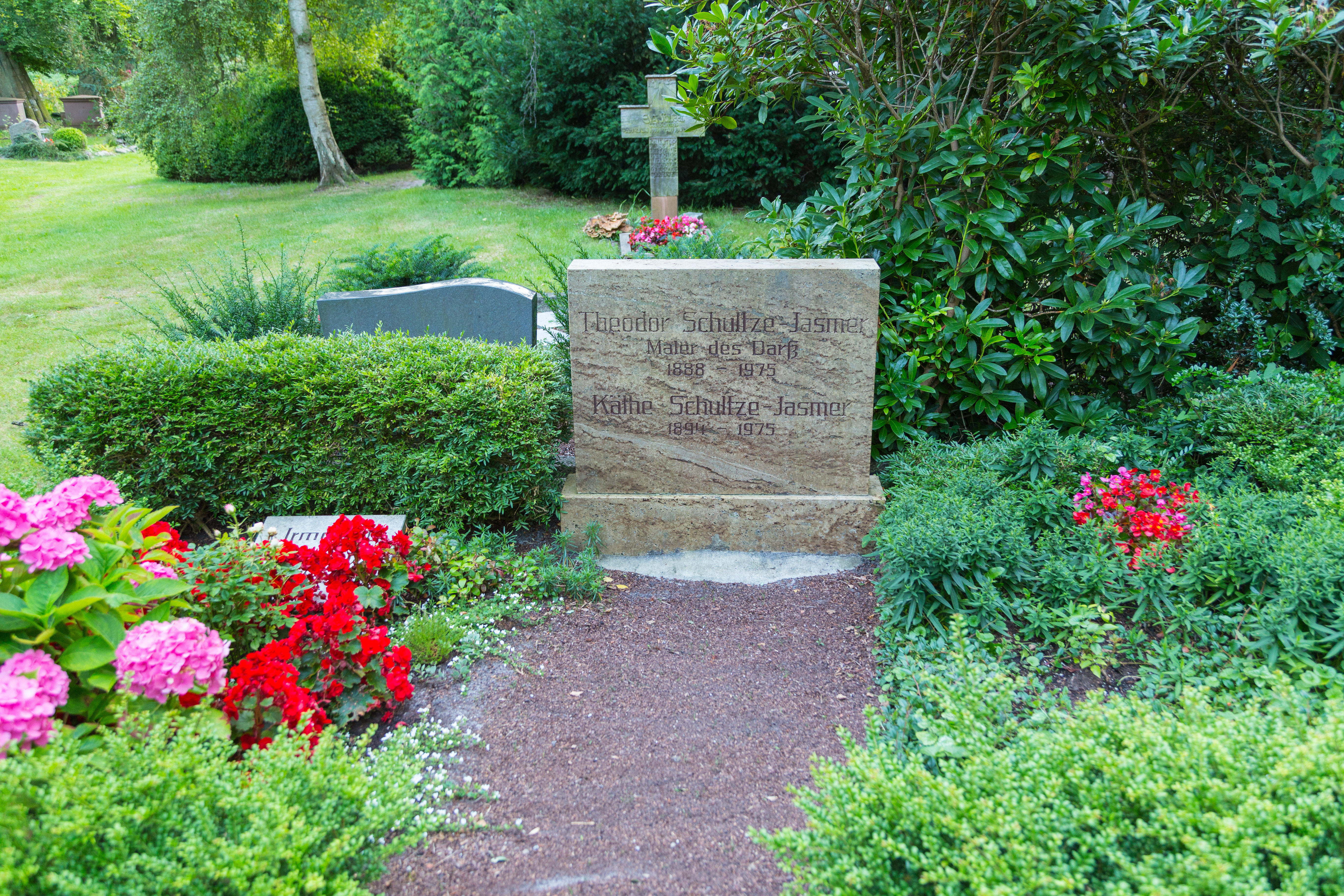
Grab von Theodor Schultze-Jasmer und seiner Frau Käthe auf dem Kirchhof der Seemannskirche.

Theodor Schultze-Jasmers Vater war Textilkaufmann, die Mutter (geb. Jasmer) erteilte ihm nach dem frühen Tod ihres Mannes und Übersiedlung nach Leipzig Mal- und Zeichenunterricht. Er besuchte die Realschule in Leipzig. Von 1904 bis 1913 unternahm er allsommerliche Studienreisen nach Zingst.
1907 wurde er an der Königlichen Akademie für Graphische Künste und Buchgewerbe zu Leipzig aufgenommen. Nach erfolgreicher Beendigung des Studiums 1911 folgte eine freiberufliche Arbeit als Gebrauchsgrafiker in Leipzig. Er fertigte unter anderem die Einbandgestaltung für Theodor Storms Werke in Einzelausgaben. 1914 folgte eine Studienreise nach Estland. Mit Ausbruch des Ersten Weltkrieges geriet er in Zivilgefangenschaft in Wologda.
1915 heiratete er in Wologda Elli Lehbert. Am 19. Juli 1918 wurde sein Sohn Jens geboren. 1918 kehrte er aus dem Ersten Weltkrieg nach Einsatz an der Westfront in Verdun zurück. Er nahm sein freiberufliches Grafikerhandwerk in Leipzig wieder auf. Im Jahr 1920 übersiedelte er nach Heidebrink-Wollin in Pommern. Schon ein Jahr später zog er nach Prerow auf den Darß und kaufte dort das spätere Eschenhaus in der Grünen Straße. Er eröffnet die Darßer Kunsthütte zunächst mit E. Th. Holtz. 1921 heiratete er Käthe Baake.
Im Jahr 1929 zog die „Darßer Kunsthütte“ in das ehemalige Warmbad der Gemeinde Prerow gegenüber dem Dünenhaus. In der Zeit des Nationalsozialismus war Schultze-Jasmer Mitglied des Pommerschen Künstlerbunds und der Reichskammer der bildenden Künste und bis zuletzt auf Ausstellungen vertreten. 1945 erfolgte die späte Einberufung als Landschütze im Zweiten Weltkrieg. Zu Fuß kehrte er aus Holland über Hamburg in sein Dorf zurück.
Nach dem Zweiten Weltkrieg setzt er seine freischaffenden Tätigkeiten als Maler und Grafiker in Prerow fort, er betrieb auch die „Darßer Kunsthütte“ weiter.  Künstlerisch widmete er sich auch der Fotografie und hielt mehr als 50 Lichtbildervorträge jährlich, in denen er Urlaubern und Gästen die Schönheit der Darßlandschaft anschaulich und mit viel Begeisterung nahebrachte. Er dokumentierte aber auch den Untergang der legendären Buchen am Darßer Weststrand, die Windflüchter. Er war Mitglied des Verbandes Bildender Künstler der DDR und des Kulturbundes, engagierte sich als Gemeindevertreter und Kreistagsabgeordneter des Kreises Ribnitz-Damgarten. Seine künstlerische Tätigkeit blieb ungebrochen bis ins hohe Alter. Immer wieder war er für neue Formen und Techniken offen, wie Lithografie und Arbeiten in Emaille.
Theodor Schultze-Jasmer wurde auf dem Prerower Friedhof beigesetzt.

## Zitate von und über Schultze-Jasmer
„Wie ich so im Sommer in meinem Kunstladen am Strande in zwanzig Meter Höhe über See saß und die Schiffe und Schiffchen am Horizont vorbeiglitten, da kam mir der Gedanke, man müßte diese spielzeugklein wirkenden Schiffe in ihrer Silhouettenwirkung in Holz, bunt bemalt, für große und kleine Kinder nachbilden, damit die Leute sich eine Erinnerung an Sonne, Meer und Strand mit heimnehmen. Es sollen natürlich keine Nippes sein, aber es sieht wirklich ganz lustig aus, so ein kleines Modell auf einem Bücherbord oder in einer Vitrine. Auch die ewig auf und abschwebenden Möwen, die Morgenstern ja so schön getauft hat, reizen zur Nachahmung, so entstanden die Schiffe und so ‚Emma die Möwe‘.[…]“

„Man muss selber durch die windzerwühlten Dünen geschritten sein, selber das flache Land nach allen Richtungen durchstreift haben, um seine Liebe zu diesem Lande verstehen zu können. Man muss selber auf dieser Halbinsel einen sonnighereinbrechenden Tag erlebt haben, selber im spukhaften Mondenschein durch Nebelschleier geschritten sein, um zu verstehen, was dieses Land für den Künstler Theodor Schultze-Jasmer darstellt. Um die Eigenart seiner Kunst recht würdigen zu können, muss man sich selber an der windzerwühlten Küste des Fischlandes den Wind um den Kopf haben wehen lassen, wo der Sturm jeden Baum und Strauch zu gespensterhaften Gestalten peitscht und die Gegend zu einem romantischen Flecken Erde gemacht hat.“

„Den ihm Heimat gewordenen Landstrich skizzierte er mit Öl auf Papier, zeichnete ihn auf Stein, malte ihn auf Leinwand oder Hartfaserpappe, schnitt ihn in Holz und fotografierte ihn. Die an den Boden geduckten Rohrdachkaten und dunkler Wacholder, vom Wind angetragene Dünen mit den zu merkwürdigen, gespenstischen Gestalten gepeitschten Bäumen, ‚Windflüchter‘ genannt, gefällte Baumriesen am Strand, die vom ewigen Salzwind und dem beharrlich nagenden Meerwasser geschält wurden, der dunkle Waldstrich hinter hellem Strand, der hohe, weite Himmel, der sich mit dem Meer verbindet, und das Gewölk durchbrechende Sonnenstrahlen – alles das sind seine Themen. ‚Sturmmotive müssen es sein; Weststrand und Sonne – das ist lediglich Urlaubsidylle‘, sagt er entschieden.“

## Ausstellungen (unvollständig)
- 1936: Greifswald („Pommersche Kunst“)
- 1938: Hamburg, Flughafen-Kunsthandlung Wilhelm Tebje (mit Wilhelm Schodde)
- 1940: Stralsund, Museum (u. a. mit Elisabeth Büchsel, Franz Höhne und Rupprecht von Vegesack)
- 1943: Stettin, Museum an der Hakenterrasse („36. Ausstellung des Pommerschen Künstlerbundes“)
- 1944: Hamburg, Kunsthalle Hamburg („Ausstellung Danzig-westpreußischer, pommerscher und mecklenburgischer Künstler“)
- 1953: Dresden, Dritte Deutsche Kunstausstellung
- 1954: Rostock und Stralsund: Erste Kunstausstellung des Bezirks Rostock
- 1974: Rostock, Bezirkskunstausstellung